# Fremdstuhl
Fremdstuhl ist ein Gemeindeteil der Gemeinde Neukirchen im niederbayerischen Landkreis Straubing-Bogen.
Die Einöde liegt auf der Gemarkung Obermühlbach auf 625 m ü. NHN in einer Lichtung des Waldgebietes „Mühlhänge“ am südwestlichen Hang des Mühlbergs (794 m ü. NHN) und kann von Graben aus über einen 500 Meter langen Forstweg erreicht werden.

## Geschichte
Die erste Erwähnung erfolgt 1860 in der Matrikel der Diözese Regensburg. Die Matrikel von 1838 enthält keinen Eintrag zu Fremdstuhl. Bis zum Jahresende 1975 war der Ort ein Gemeindeteil der ehemaligen Gemeinde Obermühlbach, die im Zuge der Gebietsreform in Bayern nach Neukirchen eingemeindet wurde.

### Einwohnerentwicklung
- 1860: 0 4 Seelen, 1 Haus[5]
- 1871: 0 5 Einwohner, 2 Gebäude, 4 Rindviehcher[6]
- 1875: 0 4 Einwohner[7]
- 1885: 0 4 Einwohner, 1 Wohngebäude[8]
- 1900: 0 4 Einwohner, 1 Wohngebäude[9]
- 1913: 0 5 Seelen, 1 Haus[10]
- 1925: 0 6 Einwohner, 1 Wohngebäude[11]
- 1950: 0 4 Einwohner, 1 Wohngebäude[12]
- 1961: 0 3 Einwohner, 1 Wohngebäude[13]
- 1970: 0 1 Einwohner[14]
- 1987: 0 – Einwohner, 1 Wohngebäude, 1 Wohnung[1]